# 男鹿高原駅

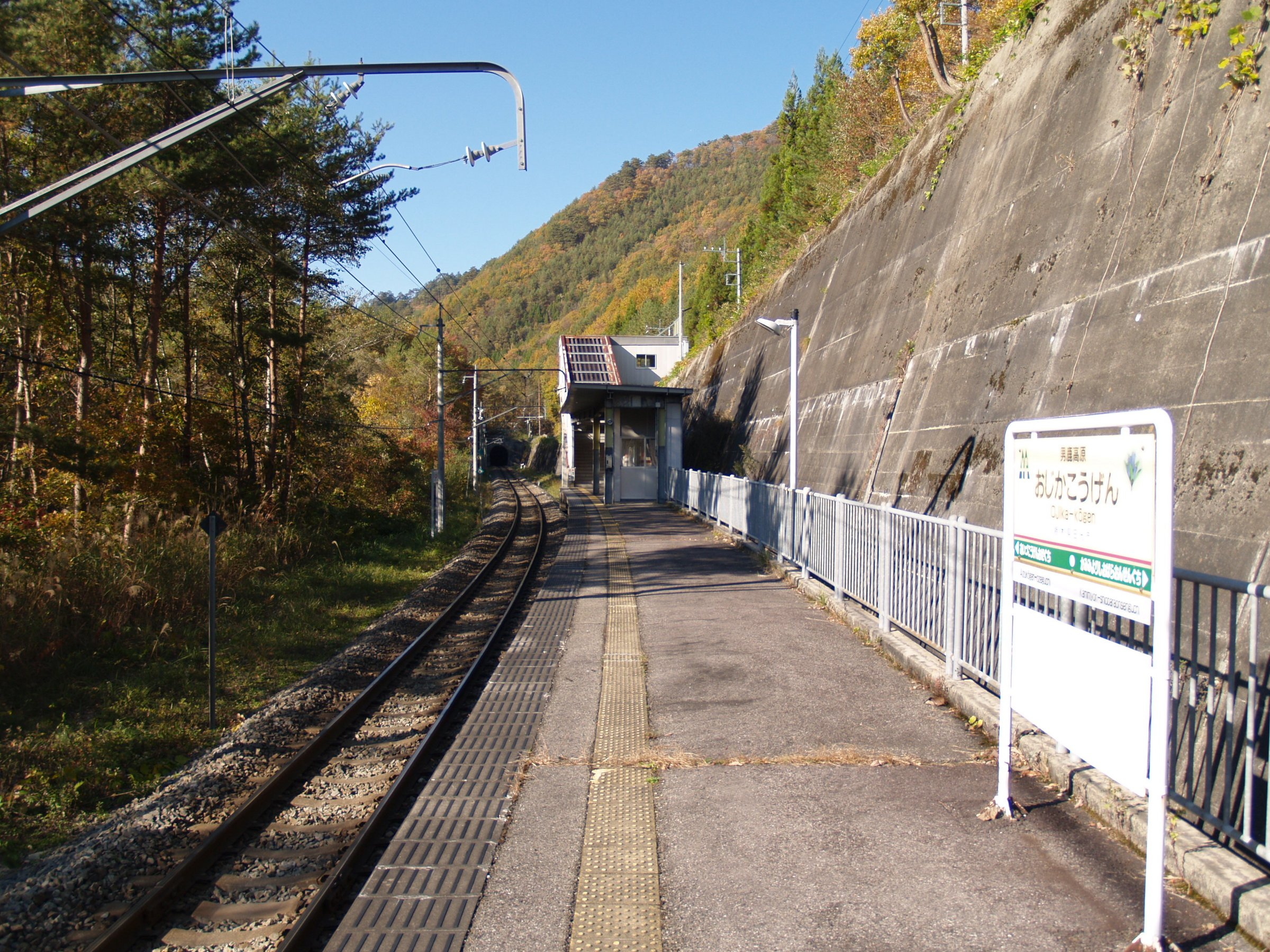
ホーム（2011年10月）

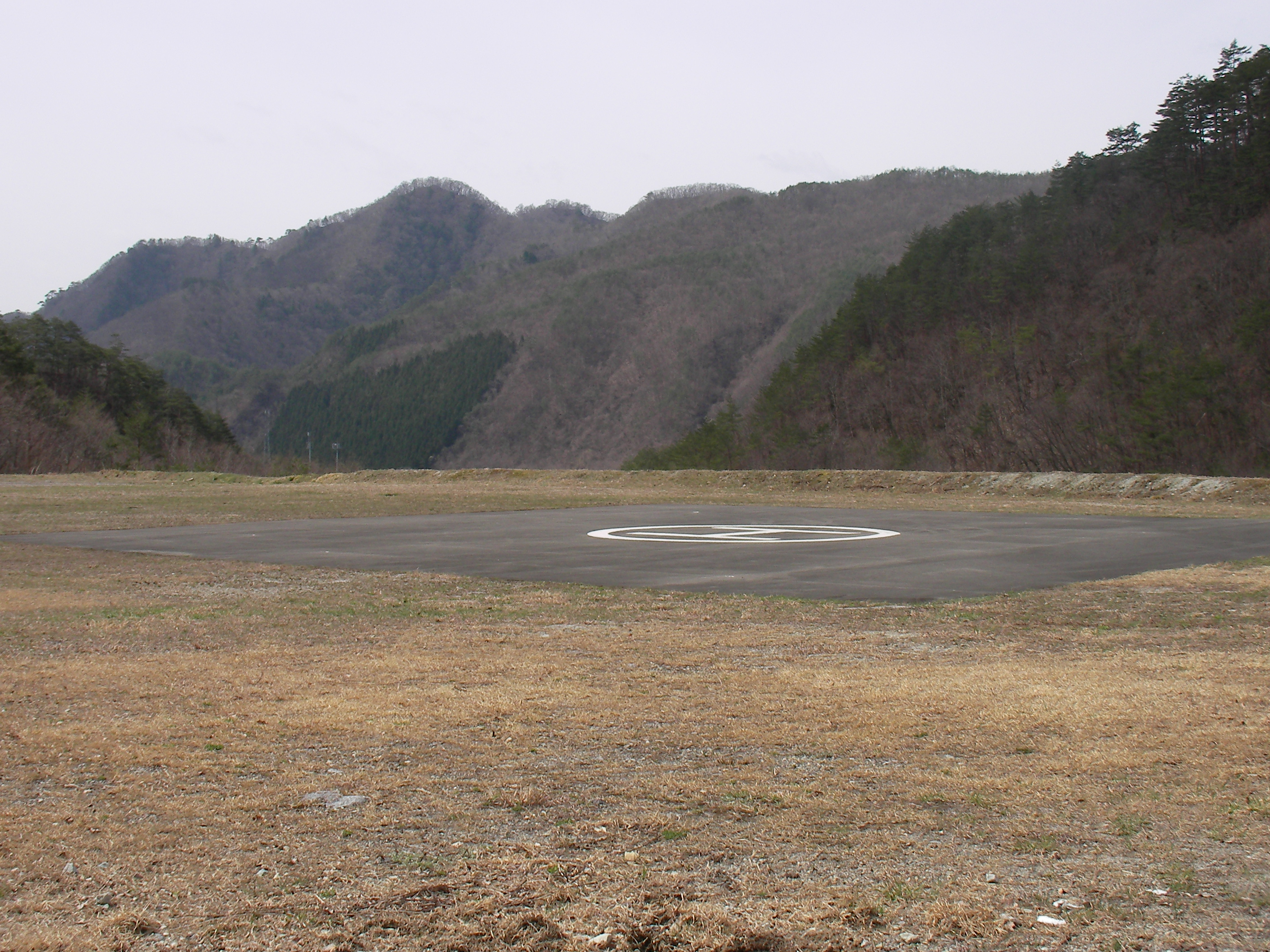
男鹿高原駅前広場緊急ヘリポート

男鹿高原駅（おじかこうげんえき）は、栃木県日光市横川にある野岩鉄道会津鬼怒川線の駅。
標高759.7メートルに位置する。無人駅で、普通・区間快速のみ停車する。

## 歴史
- 1986年（昭和61年）10月9日 - 開業[1][2]。
- 2022年（令和4年）3月12日 - 特急「リバティ会津」の停車を終了[6]。

## 駅構造
単式ホーム1面1線を有する地上駅で、ホームは掘割内にある。待合室があり、秘境駅を体験するために下車する来訪者が書き込める駅ノートが置いてある。

## 利用状況
2016年度の年間乗車人員は352人である。したがって、同年度の一日平均乗車人員は0.96人であり、野岩鉄道線内では最も乗車人員が少ない駅である。
近年の年度別乗車人員の推移は下表のとおりである。
| 年度               | 乗車人員 | 一日平均 乗車人員 |
| ------------------ | -------- | ----------------- |
| 2008年（平成20年） | 509      | 1.39              |
| 2009年（平成21年） | 881      | 2.41              |
| 2010年（平成22年） | 393      | 1.08              |
| 2011年（平成23年） | 327      | 0.89              |
| 2012年（平成24年） | 365      | 1.00              |
| 2013年（平成25年） | 289      | 0.79              |
| 2014年（平成26年） | 363      | 0.99              |
| 2015年（平成27年） | 272      | 0.74              |
| 2016年（平成28年） | 352      | 0.96              |

## 駅周辺
国道121号「お土産センターよこかわ」より西へ約300メートル。
駅前にはヘリポートと国道121号への接続道路があるのみで人家や商店といった施設はなく、秘境駅の一つに挙げられることも多い。北側（駅を出て左手）は山中への林道に続いており、南側（駅を出て右手）は野岩鉄道男鹿高原変電所や男鹿高原駅前広場緊急ヘリポートを経由し、約600メートルで国道に至る。国道沿いには数軒の飲食店や男鹿川の不動滝があるが、いずれも分散しており、駅へ続く道路からもさらに離れる。

## その他
会津フレッシュリゾート構想の前段として、近くにスキー場建設が予定されていたことより駅が設置された。
現在はいわゆる秘境駅とされることも多いが、かつては毎時1本程度の列車が停車し、浅草駅からの快速・区間快速も複数設定されるなど比較的容易に到達可能であった。しかし、2017年（平成29年）4月21日のダイヤ改正で快速・区間快速は廃止され、特別料金不要で浅草駅まで直通する列車が消滅した。
代わって新設された特急「リバティ会津」も当初は半数程度が停車していたものの、2020年（令和2年）6月6日のダイヤ改正で上り1本のみの停車となり、2022年（令和4年）3月12日のダイヤ改正からは全列車通過駅となった。また、同改正では「リバティ会津」の運行時間帯における普通列車も減便されたため、当駅に停車する列車が大幅に減少し、日中は6時間以上列車の停まらない時間帯が生じている。

## 隣の駅
野岩鉄道
■会津鬼怒川線
□快速「AIZUマウントエクスプレス」
通過
■区間快速・■普通
上三依塩原温泉口駅 - 男鹿高原駅 - 会津高原尾瀬口駅